# Championnat de Corée du Sud de football 1988
Navigation
Saison précédente Saison suivante
La saison 1988 du Championnat de Corée du Sud de football était la 6e édition de la première division sud-coréenne à poule unique, la K-League. Cinq clubs prennent part au championnat qui prend la forme d'une poule unique où toutes les équipes se rencontrent six fois au cours de la saison. Il n'y a pas de club relégué en fin de saison, au vu du trop faible nombre de formations engagées dans la compétition.
C'est le club des POSCO Atoms, sacré il y a deux ans, qui termine en tête du classement, avec 2 points d'avance sur Hyundai Horang-i et 3 sur Yukong Kokkiri. Le tenant du titre, Daewoo Royals, termine à la dernière place, à 6 points des Atoms.

## Les 5 clubs participants
| - Yukong Kokkiri - Daewoo Royals - Hyundai Horang-i - Lucky-Goldstar Hwangso - POSCO Dolphins |

## Compétition
Le barème de points servant à établir le classement se décompose ainsi :
- Victoire : 2 points
- Match nul : 1 points
- Défaite : 0 point

### Classement
| Rang | Équipe                 | Pts | J  | G  | N  | P  | Bp | Bc | Diff |
| ---- | ---------------------- | --- | -- | -- | -- | -- | -- | -- | ---- |
| 1    | POSCO Atoms            | 27  | 24 | 9  | 9  | 6  | 28 | 25 | +3   |
| 2    | Hyundai Horang-i       | 25  | 24 | 10 | 5  | 9  | 30 | 25 | +5   |
| 3    | Yukong Kokkiri         | 24  | 24 | 8  | 8  | 8  | 25 | 24 | +1   |
| 4    | Lucky-Goldstar Hwangso | 23  | 24 | 6  | 11 | 7  | 22 | 29 | -7   |
| 5    | Daewoo Royals T        | 21  | 24 | 8  | 5  | 11 | 28 | 30 | -2   |

|  | Qualification pour la Coupe d'Asie des clubs champions 1989-1990 |
|  | T Tenant du titre                                                |

## Bilan de la saison
| Championnat de Corée du Sud de football 1988 |                        |
| Champion                                     | POSCO Atoms (2e titre) |
| Coupes et trophées                           |                        |
| Vainqueur de la Coupe de Corée du Sud 1988   | Non disputée           |
| Qualifications continentales                 |                        |
| Coupe d'Asie des clubs champions 1989-1990   | POSCO Atoms            |
| Promotions et relégations                    |                        |
| Promus en K-League                           | Aucun                  |
| Relégués en K2-League                        | Aucun                  |